# تامیرات تولا
تامیرات تولا (انگلیسی: Tamirat Tola؛ زادهٔ ۱۱ اوت ۱۹۹۱) یک دونده دو استقامت اهل اتیوپی است. از افتخارات وی میتوان به کسب مدال دو ۱۰۰۰۰ متر در بازی‌های المپیک تابستانی ۲۰۱۶ اشاره کردو